# Cambrai-i csata
A cambrai-i csata (1917. november 20. – december 7.) a tankok első sikeres hadászati bevetése volt a nyugati fronton az első világháború idején. A sikeres antanttámadás által elfoglalt területeket a német ellentámadás lényegében teljesen visszafoglalta. A tankok rövid diadala stratégiai eredmények helyett csak propagandagyőzelmet eredményezett.

## Háttér
Először 1914 őszén merült fel az az ötlet, hogy páncélozott, lánctalpakon közlekedő önjáró lövegeket vessenek be. A brit haditengerészet egy „szárazföldi hajó” tervét javasolta. Végül az amerikai Holt lánctalpas traktora adta a felépítmény alvázát. David Loyd George brit hadianyaggyártási miniszter jóváhagyása után 1916 nyarára Franciaország földjére érkeztek az első Mark I-es járművek, melyeket „vízhordó tank” megjelölés alatt szállítottak az álcázás biztosítása érdekében. Bár az akkori tankok rendkívül lassúak és sebezhetőek voltak, mégis jelentősen növelték a közkatonák harci morálját. 1917 novemberére Douglas Haig tábornok meggyőződve a járművek hatékonyságáról, összevonta Cambrai környékére harckocsijait, hogy azok segítségével törjen át a német front szögesdrótakadályain, miközben a tüzérség támogatja az előretörő gyalogságot.

## Antant támadás

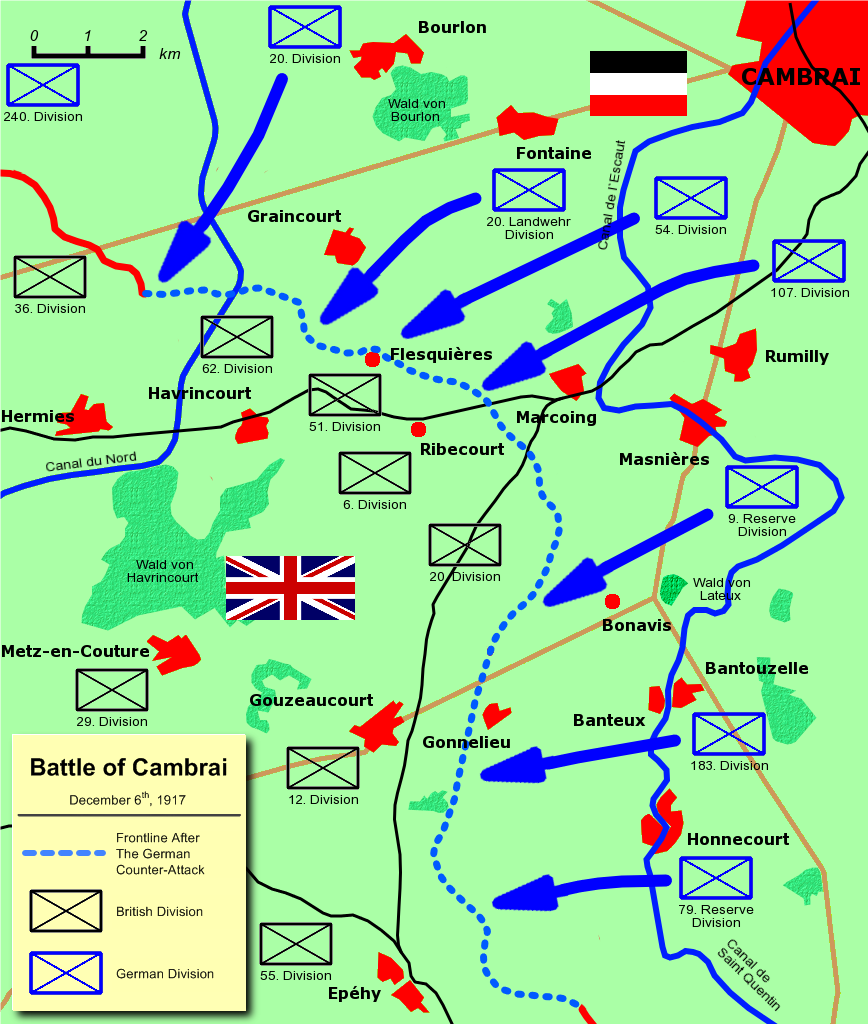
A német ellentámadás

Sir Julian Byng, hogy biztosítsa csapatainak a meglepetés erejét, a támadást a szokásos tüzérségi zárótűz nélkül kezdte el. A csata november 20-án hajnali 6 óra körül kezdődött el. A támadó erőt hat gyalogos hadosztály és az őket támogató 437 tank alkotta, illetve tartalékban várakozott egy gyalogos és három lovassági hadosztály. A gyalogság a füst takarásában és a tüzérségi tűz fedezete mellett kezdte meg az előretörést. A lassan közeledő, csörömpölő „szörnyetegek” látványa megzavarta a német katonákat és többségüket megfutamította lövészárkából. Így tíz óra alatt a frontvonal nyolc kilométerét sikeresen megszállták az antant erői. A tankok a gyalogság megsegítésére hármas csoportokban tevékenykedtek: az első áttörte a szögesdrótakadályokat és géppuskáival fedezte társait, a második egy köteg gerendát dobott az árokba, amin a harmadik átkelt és biztosította az áthaladást a következő árkon. Flesquières-nél volt egy német géppuskaállás, melynek személyzete 7 tankot is megsemmisített vesztük bekövetkezése előtt. A támadás helyszíne pontos kiválasztásának köszönhetően a gyenge német állásokat védő 34 német ágyút a brit tüzérség eredményesen felszámolta. A német frontvonal mélységi védelemre volt berendezkedve, ezért amint a brit támadás lendületét vesztette, a következő német ellentámadás megakadályozta a további előrenyomulásokat. A britek november 28-áig folytatták támadásukat, és addig körülbelül 10 000 német hadifoglyot ejtettek és 200 ágyút zsákmányoltak.

## Német ellentámadás
November 30-án reggel 7 órakor átfogó német ellentámadás indult a frissen kialakított brit arcvonal ellen, amely csaknem teljesen visszavette a britek által elfoglalt területeket. Ez nagyrészt az 1916-tól újonnan alkalmazott taktikának volt köszönhető, amely arra ösztönözte a katonákat, hogy rugalmasan alkalmazkodjanak a csata aktuális lendületéhez. Az ellentámadásban bevetették a rohamosztagosokat is, akik vezették a német előrenyomulást Cambrai térségében. A támadásban kifulladt antanterők nem tudtak ellenállni a szervezett német támadásnak. December 6-ára a német támadást leállt, a hadműveletek mindkét oldalon körülbelül 45 000 fő halálát követelték, és az ellentámadás lényegében visszaállította az antanttámadás előtti frontvonalat. A tankok rövid diadala inkább propaganda-, mintsem stratégiai győzelmet eredményezett. Ezt követően az antant vezetői többször is vetettek be tankokat, de tömeges támadást már nem indítottak velük.
Az ütközetben elesett nemzetközösségi katonák közül több mint hétezer ismeretlen helyen nyugszik. Emlékükre Loverval településnnél emlékművet építettek a britek.

## Galéria

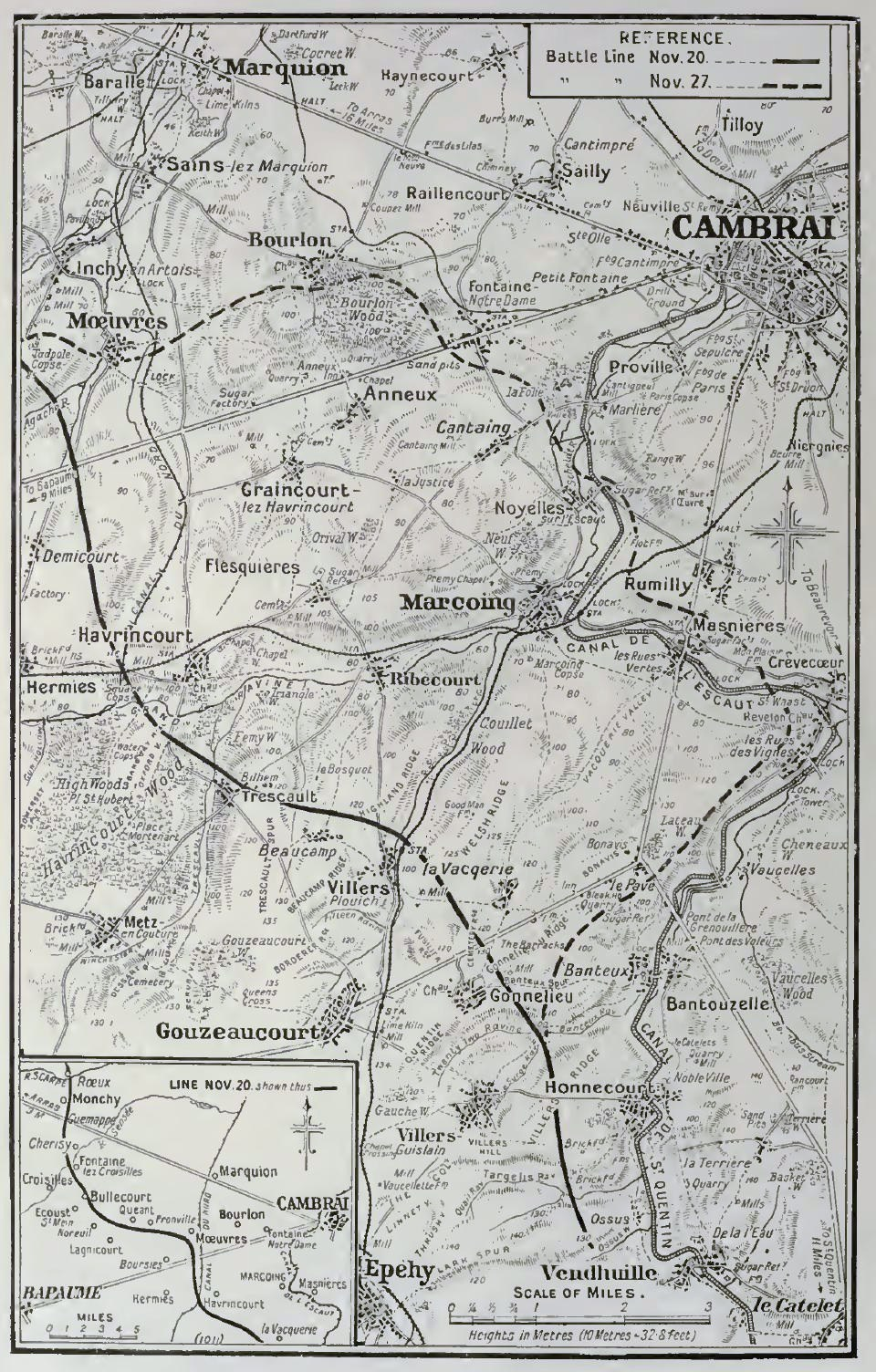
Cambrai 1917-ben
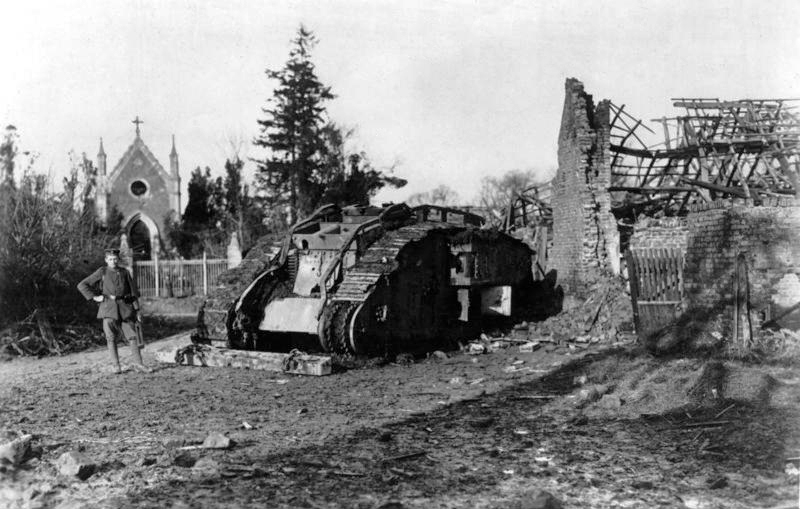
Kilőtt brit tank Camrai környékén
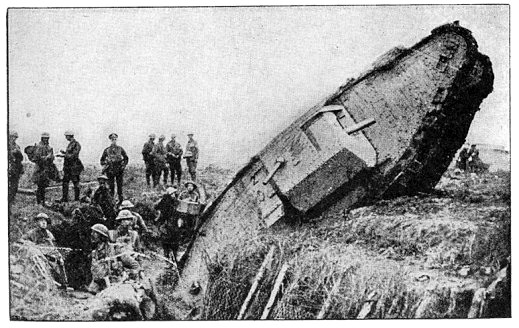
Egy árokba akadt Mark IV-es tank
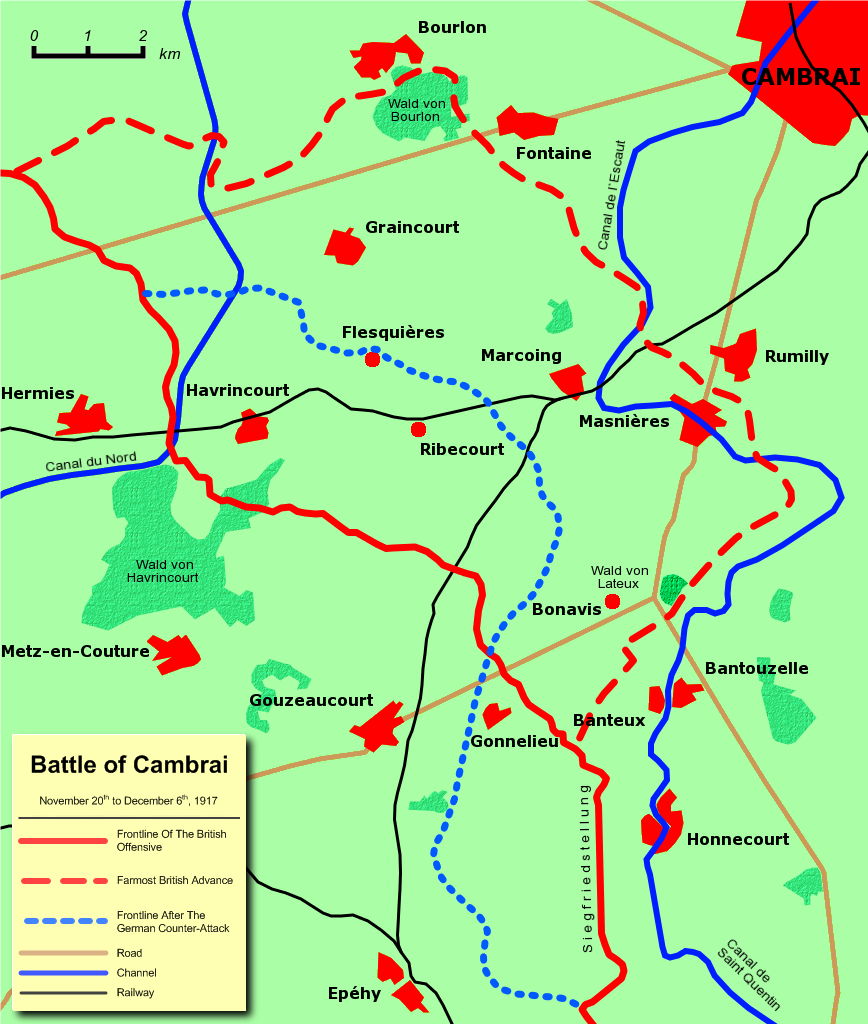
A front helyzete a csata után

## Fordítás
- Ez a szócikk részben vagy egészben  a   Battle of Cambrai (1917) című angol Wikipédia-szócikk ezen változatának fordításán alapul.  Az eredeti cikk szerkesztőit annak laptörténete sorolja fel. Ez a jelzés csupán a megfogalmazás eredetét és a szerzői jogokat jelzi, nem szolgál a cikkben szereplő információk forrásmegjelöléseként.